# Pattinaggio di figura ai IV Giochi olimpici invernali - Pattinaggio di figura a coppie
La competizione del pattinaggio di figura a coppie dei IV Giochi olimpici invernali si è svolta il giorno 13 febbraio 1936 allo stadio del ghiaccio Olympia-Kunsteis-Stadion di Garmisch-Partenkirchen.

## Risultati
La classifica finale è stata determinata dalla regola della maggioranza dei piazzamenti ottenuti dai singoli giudici. Se un pattinatore è stato al primo posto dalla maggioranza dei giudici, il pattinatore è classificato primo in generale, il processo è stato poi ripetuto per ogni posto. Se c'era parità si teneva conto di: 1) Totale ordinali, 2) Punti totali, 3) Punti Figure obbligatorie.
| Pos.    | Concorrente                              | Nazione       | Giudici (Punti totali/Ordinali) | Giudici (Punti totali/Ordinali) | Giudici (Punti totali/Ordinali) | Giudici (Punti totali/Ordinali) | Giudici (Punti totali/Ordinali) | Giudici (Punti totali/Ordinali) | Giudici (Punti totali/Ordinali) | Giudici (Punti totali/Ordinali) | Giudici (Punti totali/Ordinali) | MP    | TP TPO    |
| Pos.    | Concorrente                              | Nazione       | Stati Uniti (bandiera)          | Germania (bandiera)             | Svezia (bandiera)               | Svizzera (bandiera)             | Austria (bandiera)              | Belgio (bandiera)               | Norvegia (bandiera)             | Ungheria (bandiera)             | Finlandia (bandiera)            | MP    | TP TPO    |
| ------- | ---------------------------------------- | ------------- | ------------------------------- | ------------------------------- | ------------------------------- | ------------------------------- | ------------------------------- | ------------------------------- | ------------------------------- | ------------------------------- | ------------------------------- | ----- | --------- |
| Oro     | Maxi Herber Ernst Baier                  | Germania      | 11,3 1                          | 11,7 1                          | 11,7 1                          | 11,7 1                          | 11,0 2                          | 11,4 1                          | 11,7 1                          | 11,2 2                          | 11,6 1                          | 7×1º  | 103,3 11  |
| Argento | Ilse Pausin Erik Pausin                  | Austria       | 10,9 3½                         | 11,6 2                          | 11,6 2                          | 11,6 2                          | 11,7 1                          | 11,3 2                          | 11,5 2                          | 11,0 3                          | 11,5 2                          | 7×2º  | 102,7 19½ |
| Bronzo  | Emília Rotter László Szollás             | Ungheria      | 10,8 6                          | 10,7 3                          | 11,5 3                          | 10,3 5                          | 10,6 4                          | 11,0 3                          | 10,7 3                          | 11,4 1                          | 10,6 4                          | 5×3º  | 97,6 32½  |
| 4       | Piroska Szekrényessy Attila Szekrényessy | Ungheria      | 10,9 3½                         | 10,1 5                          | 11,1 6                          | 10,4 4                          | 10,8 3                          | 10,6 5                          | 10,4 5                          | 10,6 4                          | 10,9 3                          | 5×4º  | 95,8 38½  |
| 5       | Maribel Vinson George Hill               | Stati Uniti   | 11,0 2                          | 10,0 6                          | 11,5 5                          | 10,1 6                          | 10,2 5                          | 10,7 4                          | 9,9 7                           | 10,0 6½                         | 10,0 5                          | 5×5º  | 93,4 46½  |
| 6       | Louise Bertram Stewart Reburn            | Canada        | 10,8 5                          | 8,0 14                          | 11,5 3                          | 10,0 7                          | 8,2 13                          | 10,4 6                          | 10,5 4                          | 10,0 5                          | 8,9 11                          | 5×6º  | 88,3 68½  |
| 7       | Violet Cliff Leslie Cliff                | Gran Bretagna | 9,6 9                           | 10,2 4                          | 10,9 7                          | 10,6 3                          | 10,1 6                          | 9,8 9                           | 10,3 6                          | 10,0 6½                         | 9,8 6                           | 5×6º  | 91,3 56½  |
| 8       | Eva Prawitz Otto Weiß                    | Germania      | 10,2 8                          | 9,0 7                           | 9,7 9                           | 9,6 9                           | 9,0 10                          | 9,8 8                           | 9,7 8                           | 9,2 8                           | 9,6 7                           | 6×8º  | 85,8 74½  |
| 9       | Anna Cattaneo Ercole Cattaneo            | Italia        | 8,8 12                          | 8,2 11                          | 9,1 12                          | 8,9 10                          | 9,6 7                           | 10,0 7                          | 9,1 14                          | 8,8 11                          | 9,3 9                           | 3x9º  | 81,8 93   |
| 10      | Rosemarie Stewart Ernest Yates           | Gran Bretagna | 9,0 10                          | 8,2 12                          | 9,7 9                           | 8,7 12                          | 7,8 17                          | 9,7 10                          | 9,5 10                          | 8,7 14                          | 9,4 8                           | 5×10º | 80,7 102½ |
| 11      | Grace Madden James Madden                | Stati Uniti   | 10,3 7                          | 8,1 13                          | 8,6 14                          | 8,8 11                          | 9,2 9                           | 9,5 11                          | 9,2 11                          | 9,0 9                           | 9,0 10                          | 7×11º | 81,7 95   |
| 12      | Audrey Garland Fraser Sweatman           | Canada        | 8,9 11                          | 8,3 9                           | 10,2 8                          | 8,2 15                          | 8,4 12                          | 7,8 16                          | 9,6 9                           | 8,8 12                          | 8,3 13                          | 6×12º | 78,5 105  |
| 13      | Irina Timcic Alfred Eisenbeisser         | Romania       | 8,7 13                          | 8,8 8                           | 9,5 11                          | 8,5 13                          | 9,4 8                           | 9,1 14                          | 9,2 13                          | 8,9 10                          | 8,8 12                          | 8×13º | 80,9 102  |
| 14      | Eleanore Bäumel Fritz Wächtler           | Austria       | 8,4 15                          | 8,3 10                          | 9,1 13                          | 9,7 8                           | 8,8 11                          | 9,3 12                          | 8,5 16                          | 8,7 14                          | 8,2 14                          | 7×14º | 79,0 113  |
| 15      | Randi Bakke Christen Christensen         | Norvegia      | 8,5 14                          | 7,1 15                          | 8,3 16                          | 7,9 16                          | 8,1 14½                         | 8,3 15                          | 9,2 12                          | 8,7 14                          | 7,9 16                          | 6×15º | 74,0 132½ |
| 16      | Louise Contamine Robert Verdun           | Belgio        | 8,2 16                          | 7,1 16                          | 8,3 17                          | 8,3 14                          | 8,1 14½                         | 9,3 13                          | 8,0 17                          | 8,3 16                          | 8,0 15                          | 7×16º | 73,6 138½ |
| 17      | Hildegarde Švarce Eduards Gešels         | Lettonia      | 7,5 17                          | 6,1 17                          | 8,5 15                          | 7,3 17                          | 8,0 16                          | 7,5 17                          | 8,7 15                          | 7,3 18                          | 7,0 17                          | 8×17º | 67,9 149  |
| 18      | Helene Michelson Eduard Hiiop            | Estonia       | 7,2 18                          | 6,0 18                          | 6,1 18                          | 6,7 18                          | 6,3 18                          | 6,5 18                          | 7,6 18                          | 7,7 17                          | 6,8 18                          | 9×18º | 60,9 161  |